# Гуаделупска морска котка
Гуаделупската морска котка (Arctocephalus townsendi) е вид бозайник от семейство Ушати тюлени (Otariidae). Видът е почти застрашен от изчезване.

## Разпространение
Разпространен е в Мексико (Гуадалупе) и САЩ.